# Juan Acuña
Juan Acuña Naya (ur. 14 lutego 1923 w A Coruñi, zm. 30 sierpnia 2001 tamże) – hiszpański piłkarz występujący podczas kariery na pozycji bramkarza.

## Kariera klubowa
Juan Acuña całą piłkarską karierę spędził w klubie Deportivo La Coruña. W Primera División zadebiutował 28 września 1941 w wygranym 2-1 meczu z CD Castellón. Ostatni raz w barwach Deportivo wystąpił 15 listopada 1953 w wygranym 1-0 meczu z Realem Oviedo. Acuña podczas kariery czterokrotnie zdobył nagrodę Trofeo Zamora 1942, 1943, 1950 i 1951, która jest przyznawana najlepszemu bramkarzowi ligi. Ogółem w barwach Deportivo rozegrał 231 meczów.
| Sezon   | Klub                | Kraj      | Rozgrywki        | Mecze | Bramki |
| ------- | ------------------- | --------- | ---------------- | ----- | ------ |
| 1940/41 | Deportivo La Coruña | Hiszpania | Primera División | 0     | 0      |
| 1941/42 | Deportivo La Coruña | Hiszpania | Primera División | 26    | 0      |
| 1942/43 | Deportivo La Coruña | Hiszpania | Primera División | 25    | 0      |
| 1943/44 | Deportivo La Coruña | Hiszpania | Primera División | 25    | 0      |
| 1944/45 | Deportivo La Coruña | Hiszpania | Primera División | 23    | 0      |
| 1945/46 | Deportivo La Coruña | Hiszpania | Primera División | 0     | 0      |
| 1946/47 | Deportivo La Coruña | Hiszpania | Primera División | 23    | 0      |
| 1947/48 | Deportivo La Coruña | Hiszpania | Primera División | 0     | 0      |
| 1948/49 | Deportivo La Coruña | Hiszpania | Primera División | 25    | 0      |
| 1949/50 | Deportivo La Coruña | Hiszpania | Primera División | 22    | 0      |
| 1950/51 | Deportivo La Coruña | Hiszpania | Primera División | 26    | 0      |
| 1951/52 | Deportivo La Coruña | Hiszpania | Primera División | 13    | 0      |
| 1952/53 | Deportivo La Coruña | Hiszpania | Primera División | 17    | 0      |
| 1953/54 | Deportivo La Coruña | Hiszpania | Primera División | 6     | 0      |
| 1954/55 | Deportivo La Coruña | Hiszpania | Primera División | 0     | 0      |

## Kariera reprezentacyjna
Jedyny raz w reprezentacji Hiszpanii Acuña wystąpił 28 grudnia 1941 w wygranym 3-2 towarzyskim meczu ze Szwajcarią. W 1950 był w kadrze na mistrzostwa świata.